# Oenothera avita
Oenothera avita là một loài thực vật có hoa trong họ Anh thảo chiều. Loài này được (W.M. Klein) W.M. Klein mô tả khoa học đầu tiên năm 1965.